# پژگا، کرواسی
پُژ ِگا (به کرواتی: Požega, Croatia) شهری در شهرستان پوژگا-اسلاونیا در کشور کرواسی است که جمعیت آن در سال ۲۰۱۱ میلادی ۲۶٬۴۰۳ نفر بوده‌است.